# Ali Rida ar-Rikabi

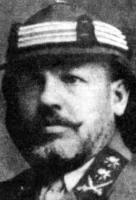
Rida Pascha al-Rikabi

Ali Rida ar-Rikabi, auch Rida Pascha (arabisch علي رضا الركابي, * 1868 in Damaskus; † 1943 in Damaskus, Syrische Republik im Alter von 75 Jahren), war ein Politiker und General. Er war Premierminister der haschemitischen Königreiche Syrien und Jordanien.

## Leben
Ar-Rikabi wurde an der Osmanischen Militärschule in Istanbul zum Offizier der Osmanischen Armee ausgebildet. 1901 erreichte er den Rang des Generals. Ebenso erhielt er den Ehrentitel Pascha. Ebenso diente er als Militärgouverneur in Jerusalem. Ab 1908 diente er als Militärgouverneur und Administrator von Medina. Zum Ausbruch des Ersten Weltkriegs diente Ar-Rikabi als Befehlshaber der Streitkräfte in Baghdad. Er wurde jedoch aufgrund defätistischer Äußerungen abgesetzt. Er kommandierte eine Brigade während des Weltkriegs. Ar-Rikabi schloss sich gegen Ende des Weltkriegs der Arabischen Revolte unter Emir Faisal an. Er befehligte die Truppen Faisals bei der Übergabe von Damaskus von den Resten des osmanischen Heeres.
Als Faisal nach Ende des Krieges in Syrien König wurde, machte er Rikabi zum Premierminister und Militärgouverneur. Rikabis Politik war vom Chaos bestimmt, das in Syrien nach dem Zerfall des osmanischen Reiches bestand. Das Königreich geriet unter zunehmenden Druck Frankreichs, welches Syrien in ein von ihm dominiertes Mandatsgebiet umwandeln wollte. Nach einem Ultimatum zur Auflösung des Königreichs und der Besetzung von Latakia durch französische Truppen trat Rikabi aufgrund der militärischen Aussichtslosigkeit der Konfrontation mit Frankreich im Juli 1920 zurück. Die französischen Mandatsbehörden verurteilten Ar-Rikabi zum Tode und er floh nach Jordanien, das von Abdallah ibn Husain I. regiert wurde. Ar-Rikabi war von 1922 bis 1924 Premierminister Jordaniens unter König Abdullah I. Der libanesische Historiker Kamal Salibi schreibt ihm die Rolle eines Kollaborateurs mit den Kolonialmächten zu, der vor allem aufgrund seiner persönlichen Animosität gegen Abdullah zum Premierminister gemacht worden war. Während seiner Herrschaft sei die Armee von antikolonial gesinnten Offizieren gesäubert worden. 1924 kehrte Ar-Rikabi nach Syrien zurück und gründete dort eine monarchistische Partei, welche die Rückkehr Faisals forderte. Nach dem Tod des Faisals zog er sich 1933 aus der Politik zurück.